# Myndus macfarlanei
Myndus macfarlanei är en insektsart som beskrevs av Wilkey 1988. Myndus macfarlanei ingår i släktet Myndus och familjen kilstritar. Inga underarter finns listade i Catalogue of Life.